# Lord-lieutenant du Powys
Le lord-lieutenant du Powys (Lord Lieutenant of Powys en anglais et Arglwydd Raglaw Powys en gallois) est le représentant de la monarchie britannique dans le comté préservé du Powys, au pays de Galles.
La fonction est pour la première fois exercée par John Lyon Corbett-Winder à partir du 1er avril 1974, qui, avant sa nomination occupait la fonction de lord-lieutenant du Montgomeryshire depuis 1960. Tia C. Jones est le lord-lieutenant du Powys depuis 2018.

## Histoire
Au sens du Local Government Act 1888, les zones de lieutenance sont définies à partir des comtés administratifs créés à partir du 1er avril 1889 en Angleterre et au pays de Galles. Cependant, au pays de Galles, celles-ci sont modifiées au 1er avril 1974 d’après la disposition 218 du Local Government Act 1972,.
Une nouvelle zone de lieutenance couvrant le comté du Powys est ainsi érigée à partir de celles du Montgomeryshire et du Radnorshire, ainsi que, de façon partielle, celle de Brecon. Alors que les fonctions de lord-lieutenants du Montgomeryshire, du Radnorshire, et de Brecon sont abolies le 31 mars 1974, celle de lord-lieutenant du Powys est instituée au 1er avril 1974 par le Lord-Lieutenants Order 1973, un décret du 24 octobre 1973,.
Le Local Government (Wales) Act 1994 abolit les comtés créés au pays de Galles par la loi de 1972 au 31 mars 1996. Toutefois, ceux-ci conservent un rôle cérémoniel limité en tant que comtés préservés, notamment dans le cadre des zones de lieutenance. Ainsi, le comté préservé du Powys reste opérationnel dans de nouvelles limites territoriales, qui sont les mêmes que celles décrites par la loi en 1972, avec l’ajout des communautés de Llanrhaeadr-ym-Mochnant, de Llansilin et de Llangedwyn, issues du Clwyd.

## Liste des lord-lieutenants
| Identité                 | Lettres patentes de nomination | Souverain    | Qualité                                       |
| ------------------------ | ------------------------------ | ------------ | --------------------------------------------- |
| John Lyon Corbett-Winder | 4 avril 1960                   | Élisabeth II | Militaire                                     |
| Mervyn Bourdillon        | 16 juillet 1986                | Élisabeth II | Propriétaire                                  |
| Shân Legge-Bourke (en)   | 10 août 1998                   | Élisabeth II | Propriétaire Haut-shérif du Powys (1991-1992) |
| Tia C. Jones             | Inconnues                      | Élisabeth II | Vice-lieutenant du Powys (2012-2018)          |